# Young Miko
Young Miko   (Añasco, 8 de novembre de 1997) és una rapera, cantant, compositora i exfutbolista porto-riquenya. El 2022 va publicar el seu EP de debut, Trap Kitty, amb temes de trap llatí. L'abril de 2024 va publicar el seu primer àlbum d'estudi, Att., amb col·laboracions de Feid, Jowell & Randy, Villano Antillano, Elena Rose i Dei V. Morelia.

## Trajectòria
El 2018 va començar a rapejar les seves lletres amb bases que havia descarregat de YouTube. Ramírez va penjar aquestes cançons inicials a SoundCloud amb el pseudònim de Young Miko. La seva primera cançó va ser «Quiero». Mentrestant, va treballar com a tatuadora durant 4 anys per a pagar factures i costos de l'estudi de música.
El 2022, Ramírez va publicar el seu EP de debut, Trap Kitty, amb temes de trap llatí. Incorpora la seva identitat i els seus interessos a la seva música, incloent-hi l'anime, la música urbana i Les Supernenes. El 27 de juliol de 2023, la seva cançó de reggaeton «Classic 101» va arribar al número 99 de la Billboard Hot 100, marcant la seva primera aparició a la llista.
El 2024 va actuar al festival Coachella i el 2025 al Sant Jordi Club de Barcelona. Ramírez és obertament lesbiana.